# Dysphania palmyra
Dysphania palmyra är en fjärilsart som beskrevs av Stoll 1790. Dysphania palmyra ingår i släktet Dysphania och familjen mätare. Inga underarter finns listade i Catalogue of Life.

## Bildgalleri

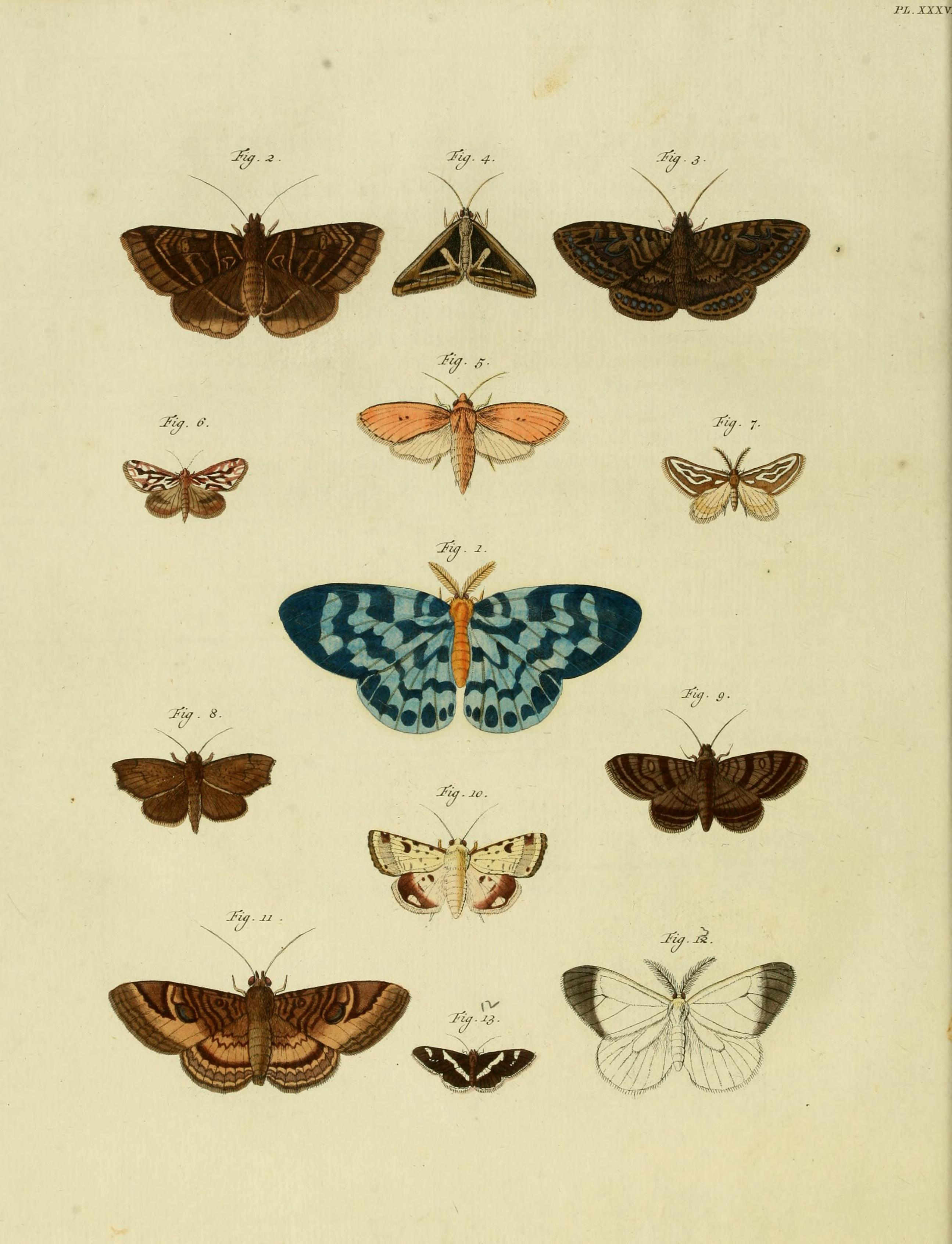